# Diplopseustis prophetica
Diplopseustis prophetica là một loài bướm đêm trong họ Crambidae.